# اکبر خامین
اکبر خامین (زاده ۱۳۳۰) نویسنده و کارگردان و تهيه كننده ایرانی است. وی فعالیت در سینما را از سال ۱۳۵۳ با سینمای آزاد اصفهان آغاز کرد. او فعالیت حرفه‌ای را از سال ۱۳۶۵ با فیلم ناخدا خورشید به کارگردانی ناصر تقوایی بعنوان مدیر تولید و به نوعی گرد آورنده این فیلم خاطره انگیز ، تجربه کرد. داریوش ارجمند را می‌توان از کشف‌های او برای ورود به سینما دانست.
وی سالها مسئولیتهای سینمایی متعددی را در سطح استانی و کشوری داشته ،.

## زندگی شخصی
او در سال ۱۳۶۰ با مهین تاجری هرندی ازدواج نمود و صاحب سه فرزند است. فرزند بزرگ او پونه خامین، منشی صحنه و دستیار کارگردان سینما و تلویزیون است. اکبر خامین ساکن شهر اصفهان است و به گفته خودش دوست داشته اصفهانی بماند و زندگی در زادگاهش را به زندگی در پایتخت ترجیح داده است.

## کارگردان
- سلام سرزمین من (۱۳۶۷)
- بالای شهر پایین شهر (۱۳۸۰)
- دختر میلیونر (۱۳۸۵)

## نویسنده
- سلام سرزمین من (۱۳۶۷)
- بالای شهر پایین شهر (۱۳۸۰)